# Срце је усамљени ловац (филм)
Срце је усмаљени ловац (енгл. The Heart Is a Lonely Hunter) америчка је филмска драма из 1968. редитеља Роберта Елиса Милера. Сценарио је заснован на истоименом роману Карсон Макалерс из 1940.
Радња је смештена на америчком југу а филм прати причу повређених и усамљених појединаца чији се међусобни покушаји да комуницирају завршавају неуспехом. Главни протагониста Џон Сингер је глувонеми јувелир који се сели у нови градић, не би ли био ближе свом једином пријатељу глувонемом и ментално оболелом Антонапулосу. Изнајмивши нови стан, он се спријатељује са тинејџерком Мик Кели, алкохоличаром Џејком Блантом и доктором афроамериканцем Копландом. Сингер и његови новостечени другови се међусобно солидаришу и мењају једни другима животе.
Макалерс је продала ауторска права на снимање филма продуценту и сценаристи Томасу Ц. Рајану 1961. Рајан је завршио сценарио 1966, и прочитао га књижевници, која је тада због многобројних здраствених проблема била делимично парализована. Макалерс је умрла 29. септембра 1967. само три дана пре почетка снимања екранизације њене дебитанске књиге. Филм је снимљен у Селми, држава Алабама. Ово је био филмски глумачки деби Сондре Лок у улози Мик Кели и Стејсија Кича у улози Џејка Бланта. Продуцент је у време куповине права на роман планирао да узме Монтгомерија Клифта за улогу Џона Сингера, али је због Клифтовог поблематичног понашања и коначно смрти 1966, улога додељена Алану Аркину.
Филм је наишао на позитивне оцене филмских критичара, који су посебно хвалили глуму, али су истакли да Милеров филм није у потпуности успео да пренесе меланхоличне тонове и емоционалне нијансе присутне у књизи, сложивши се да је Макалерсин роман немогуће у потпуности адаптирати у филм. Аркин је награђен за своју изведбу Наградом њујоршких филмских критичара и номинацијом за оскара у категорији најбоља главна мушка улога, док је Сондра Лок номинована за Оскара у категорији најбоља глумица у споредној улози. Алан Аркин, Сандра Лок и сам филм су такође номиновани за Награду Златни глобус.

## Улоге
| Глумац         | Улога              |
| -------------- | ------------------ |
| Алан Аркин     | Џон Сингер         |
| Сандра Лок     | Мик Кели           |
| Чак Макан      | Спирос Антонапулос |
| Сисели Тајсон  | Порша              |
| Стејси Кич     | Џејк Блант         |
| Перси Родригез | доктор Копланд     |